# IC 3522
IC 3522 ist eine irreguläre Zwerggalaxie mit ausgedehnten Sternentstehungsgebieten vom Hubble-Typ IBm im Sternbild Haar der Berenike. Sie ist schätzungsweise 28 Millionen Lichtjahre von der Milchstraße entfernt, hat einen Durchmesser von etwa 10.000 Lichtjahren und ist unter der Katalognummer VVC 1585 als Teil des Virgo-Galaxienhaufens gelistet.

Im selben Himmelsareal befinden sich u. a. die Galaxien NGC 4523, NGC 4540, IC 800, IC 3534.
Das Objekt wurde am 7. Mai 1904 von Royal Harwood Frost entdeckt.